# Benjamin Schlein
Benjamin Schlein (Lugano, 28 de maio de 1975) é um matemático italiano-estadunidense, que trabalha com física matemática.
Schlein estudou física teórica nao Instituto Federal de Tecnologia de Zurique, onde obteve o diploma em 1999 e um doutorado em 2002, orientado por Jürg Fröhlich. Em 2006 foi professor assistente na Universidade da Califórnia em Davis, esteve em 2007/2008 na Universidade de Munique e foi de 2007 a 2010 lecturer na Universidade de Cambridge. Em 2010 foi Hausdorff-Professor na Universidade de Bonn e em 2014 professor da Universidade de Zurique.
Recebeu o Prêmio Sofia Kovalevskaya de 2006 .
Para 2018 está convidado como palestrante do Congresso Internacional de Matemáticos no Rio de Janeiro (Bogoliubov excitation spectrum for Bose-Einstein condensates).

## Publicações selecionadas
- com László Erdős, Horng-Tzer Yau: Wegner estimate and level repulsion for Wigner random matrices. Int. Math. Res. Not. IMRN, 2010, p. 436–479.
- com Laszlo Erdös, Horng-Tzer Yau: Derivation of the Gross-Pitaevskii equation for the dynamics of Bose-Einstein condensate, Annals of Math., Volume 172, 2010, p. 291–370.
- com Laszlo Erdös, José Ramirez, Terence Tao, Van H. Vu, Horng-Tzer Yau: Bulk universality for Wigner hermitian matrices with subexponential decay. Math. Res. Lett., Volume 17, 2010, p. 667–674,.
- com Igor Rodnianski: Quantum fluctuations and rate of convergence towards mean field dynamics. Comm. Math. Phys., Volume 291, 2009, p. 31–61.
- com Bruno Nachtergaele, Hillel Raz, Robert Sims; Lieb-robinson bounds for harmonic and anharmonic lattice systems. Comm. Math. Phys., Volume 286, 2009, p. 1073–1098.
- com Laszlo Erdös, Horng-Tzer Yau:  Rigorous derivation of the Gross-Pitaevskii equation with a large interaction potential. J. Amer. Math. Soc., Volume 22, 2009, p. 1099–1156.
- com Laszlo Erdös, Horng-Tzer Yau:  Derivation of the cubic non-linear Schrödinger equation from quantum dynamics of many-body systems. Invent. Math., Volume 167, 2007, p. 515–614.
- com Jürg Fröhlich, M. Griesemer: Asymptotic completeness for Compton scattering. Comm. Math. Phys., Volume 252, 2004, p. 415–476.